# عنقود (حوسبة)

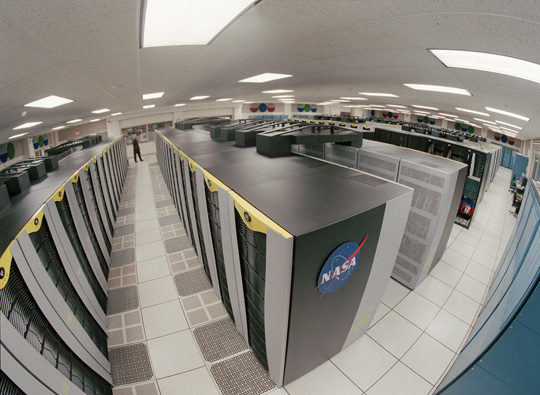
حوسبة عنقودية في ناسا

في الحوسبة تعرف نظام العناقيد أو التَّجَمُّع (بالإنجليزية: Cluster) بأنه مجموعة من الخوادم والمعالجات المتصلة بشكل فضفاض أو محكم، والتي تعمل معًا بحيث يمكن، في كثير من النواحي، عرضها كنظام واحد.على عكس أجهزة الكمبيوتر المتصلة بالشبكات، في الحوسبة العنقودية كل خادم مخصص لأداء نفس المهمة يتم التحكم فيها وجدولته بواسطة برنامج.
تكون مكونات العنقود عادةً متصلةً مع بعضها عن طريق الشبكات المحلية السريعة، وتدير كل عقدة (حاسوب يُستخدم خادمًا) منها حالتها الخاصة من نظام التشغيل. في معظم الظروف، تستخدم جميع العقد التجهيزات ذاتها ونظام التشغيل ذاته، رغم أنه في إعدادات معينة (كاستخدام مصادر تطبيقات عنقودية مفتوحة المصدر (أوسكار))، يمكن استخدام أنظمة تشغيل مختلفة في كل حاسوب، أو يمكن استخدام تجهيزات مختلفة.
تُنشر أنظمة العناقيد عادةً لتحسين الأداء والتوفر مقارنةً بتلك الناتجة عن حاسوب واحد، في حين إنها تكون عادةً أكثر فعالية بكثير من ناحية التكلفة مقارنة بالحواسيب الفردية المماثلة لها في ما يتعلق بالسرعة والتوفر.
ظهر نظام عناقيد الحواسيب نتيجةً للإقبال على اتجاهات الحوسبة بما فيها توفر المعالجات الميكروية منخفضة التكلفة، والشبكات عالية السرعة، والبرمجيات المخصصة للحوسبة الموزعة عالية الأداء. تمتلك العناقيد مجالًا واسعًا من قابلية التطبيق والنشر، وتتدرج من العناقيد الخاصة بالشركات الصغيرة إلى جانب عقد مساعدة لها، إلى بعض أسرع الحواسيب الفائقة في العالم مثل حاسوب آي بي إم سيكويا. قبل اختراع العناقيد كانت تُستخدم حواسيب كبيرة تتحمل خطأ بمقدار وحدة واحدة مع تكرار معياري؛ لكن انخفاض التكلفة الأولية للعناقيد، وازدياد سرعة بنية الشبكة، تسبّبا بتفضيل اعتماد العناقيد. على النقيض من ذلك، فإن عناقيد الحواسيب الكبيرة ذات الموثوقية العالية أرخص في عملية توسيع النطاق، لكنها زادت أيضًا من التعقيد في معالجة الأخطاء، إذ إن أوضاع معالجة الخطأ في العناقيد ليست غامضة بالنسبة إلى البرامج قيد التشغيل.

## مفاهيم أساسية

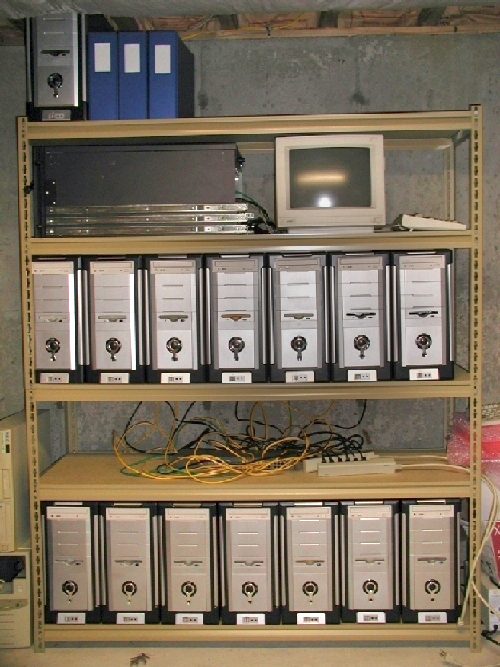
عتاد مُجمّع ويسمح بتوظيف المعالجات لأداء مهام متوازية في ما يُعرف بـعنقود بياولف

أدت الرغبة في الحصول على قوة حوسبة وموثوقية أكبر من خلال تنظيم عدد من الحواسيب التجارية منخفضة التكلفة والجاهزة للاستخدام إلى زيادة تنوع البنى والتكوينات.
يربط نظام عنقدة الحواسيب غالبًا (وليس دائمًا) بين عدد من عُقد الحوسبة المتوفرة بسهولة (كالحواسيب الشخصية المستخدمة بمثابة خوادم) عن طريق شبكة محلية سريعة. تُنظم أنشطة عُقد الحوسبة من خلال «برمجيات وسيطة عنقودية»، وهي طبقة برامج تتوضع فوق العقد وتسمح للمستخدمين بالتعامل مع العنقود على أنه وحدة محاسبة كبيرة متماسكة واحدة، مثلًا عبر مفهوم صورة نظام واحد.
تعتمد الحوسبة العنقودية على نهج إدارة مركزي يجعل العقد متوفرة على شكل خوادم مشتركة منظمة. وهو مختلف عن النُّهج الأخرى مثل الند للند أو حوسبة الشبكة، التي تستخدم أيضًا العديد من العقد ولكن مع طبيعة موزعة أكثر بكثير.
قد يكون نظام عناقيد الحاسوب نظامًا بسيطًا بعقدتين ويصل بين حاسوبين فقط، أو قد يكون حاسوبًا فائقًا سريعًا جدًا. النهج الأساسي لبناء عنقود هو أن يتألف من عنقود بيولف الذي يمكن بناؤه باستخدام عدد قليل من الحواسيب الشخصية للحصول على بديل فعال من ناحية التكلفة للحواسيب التقليدية عالية الأداء. من المشاريع الأولية التي أظهرت جدوى هذا المفهوم حاسوب ستون سوبركومبيوتر المؤلف من 133 عقدة. استخدم المطورون نظام لينوكس، وأدوات الآلة الافتراضية المتوازية، ومكتبة واجهة تمرير الرسالة للحصول على أداء عالٍ بتكلفة منخفضة.
رغم أن العنقود قد يتألف من عدد قليل من الحواسيب الشخصية المتصلة مع بعضها عن طريق شبكة بسيطة، فقد تُستخدم بنيته أيضًا للحصول على مستويات أداء عالية جدًا. تتضمن قائمة منظمة توب 500 لأسرع 500 حاسوب فائق غالبًا عدة عناقيد، فعلى سبيل المثال، كانت أسرع آلة في العالم لعام 2011 هي حاسوب كيه الذي كان يمتلك ذاكرة موزعة وبنية عنقودية.

## الميزات
تقدم العناقيد العديد من الخدمات إلى بيئة العمل الإلكترونية منها :
سعة المعالجات كبيرة
باستخدام قدرة عدة معالجات معاً، تستطيع أنظمة العناقيد أن تؤمن تحميل شبكة كبير ومعقد حيث أن عنقوداً واحداً يخفض الوقت لأعمال الهندسة من الأيام إلى الساعات.
الاستخدام الأمثل للموارد
إشارة العنقود تستطيع تخديم أكثر من تحميل من الشبكة وأن توسع طاقة المعالج على حسب حاجته في التحميل من الشبكة، هذا يجعل العناقيد مثالية في الاستفادة المثلى من الموارد واستخدامها بشكل أمثل.
الاقتصادية في الموارد
إن تقسيم النظام بشكل تلقائي يعالج إشارة التحميل من الشبكة ويجب أن تقاس إلى الحاجات الملحة الخاصة بالتحميل من الشبكة.
هذا يعني إنها سوف تستخدم القليل من السعة، ولكن لن يستنفذها كلها حتى لو كان الحاسب مثالي.
إن المشاركة في أنظمة العناقيد تسمح بتكبير قدرة المعالج في التحميل عبر عدة شبكات كما انها تزيد من استخدام محاسن المشاركة بالمعالجات من خلال استخدام السعة غير المستخدمة.
إدارة الأنظمة المركزية
تقدم أدوات في إمكانية التطوير، توزع العناقيد من نقطة تحكم لإشارة.
توحيد المخدمات في مناطق جغرافية مختلفة
بالإضافة إلى توحيد عمل الخوادم الموضح مسبقا ً، بعض الزبائن يتشاركون طاقة المعالجات عبر العالم، مثلاً عبر تحويلهم ماعالجه معاملات الولايات المتحدة التي تتم في النهار إلى أنظمة في اليابان تكون عاطلة نسبياً عن العمل ليلاً.